# Hans Heinrich Ludwig von Rohr
Hans Heinrich Ludwig von Rohr (* 29. Juli 1719 in Wilmersdorf; † 26. Juni 1792 in Demnitz) war ein preußischer Generalleutnant und zuletzt Chef des Dragonerregiments Nr. 6 sowie Drost von Kranenburg in Kleve.

## Leben

### Herkunft
Sein Vater war Christian Ludwig von Rohr (1669–1740), Marschkommissar des Kreises Lebus, und dessen Ehefrau Barbara Sophie, geborene von Göllnitz (* 1680; † nach 1739).

### Militärkarriere
Rohr wurde 1734 Junker im Dragonerregiment „von der Schulenburg“. Von dort kam er am 21. April 1741 zum Dragonerregiment „von Bissing“. Während des Ersten Schlesischen Krieges nahm er an der Schlacht bei Mollwitz sowie an den Belagerungen von Brieg und Neisse teil. Am 6. Juni 1742 wurde er zum Fähnrich befördert. Im Zweiten Schlesischen Krieg kämpfte er in den Schlachten von Hohenfriedberg und Kesselsdorf, machte die Belagerung von Prag mit und wurde am 6. Mai 1745 Sekondeleutnant. Nach dem Krieg folgte am 27. November 1754 seine Beförderung zum Premierleutnant. Während des folgenden Siebenjährigen Krieges nahm Rohr an den Schlachten bei Prag, Kolin, Torgau und der Einnahme von Dresden teil.
In der Zeit wurde er am 12. November 1757 Stabskapitän und am 24. Juli 1760 Major sowie Eskadronchef. Nach dem Krieg wurde er am 30. Mai 1772 Oberstleutnant. Am 23. Januar 1775 wurde Rohr Kommandeur des Dragonerregiments „von Wulffen“. Dort wurde er am 22. Mai 1775 Oberst und nahm als solcher am Bayerischen Erbfolgekrieg teil. Am 14. Januar 1782 wurde er dann Chef des Kürassierregiments „von Hoverbeck“ und am 22. September 1782 erhielt er die Beförderung zum Generalmajor. Ferner wurde Rohr am 28. Oktober 1785 Domherr in Magdeburg und am 28. Juli auch Drost von Kranenburg in Kleve. Am 16. Dezember 1787 wechselte er als Chef zum Dragonerregiment „von Posadowsky“. Zuletzt wurde er am 19. Mai 1789 Generalleutnant mit Patent vom 20. Mai 1789. Am 8. April 1790 erhielt er wegen seines angeschlagenen Gesundheitszustandes seine Demission mit seiner Pension von 1200 Talern. Rohr erhielt außerdem am 24. April 1790 die Genehmigung zum Tragen der Uniform seines Regiments. Dazu wurde ihm der Orden Pour le Mérite verliehen.

### Familie
Er heiratete am 1. September 1763 in Schwoitsch, Kreis Breslau Christiane Charlotte Gottliebe von Kessel (* 4. Juni 1740; † 26. November 1804 in Demnitz). Das Paar hatte folgende Kinder:
- Wilhelmine Marie Charlotte (* 22. September 1764; † 1778/79)
- Henriette Sophie Auguste (* 14. August 1765 in Landsberg an der Warthe; † 12. Dezember 1823) ⚭ Wilhelm Franz Dietrich Rauchhaupt (* 6. Dezember 1757; † 5. September 1805), Major im Kürassierregiment Nr. 6
- Katharina Beate Amalie (* 4. Juli 1766 in Landsberg an der Warthe)
- Wilhelm Hans Ludolf Albrecht (* 24. Oktober 1773 in Landsberg an der Wathe), Kammerherr in Sachsen-Weimar ⚭ Wilhelmine Auguste Maximiliane von Wangenheim
- August Ludwig Heinrich Karl (* 9. August 1778 in Landsberg an der Warthe; † 29. August 1833), Major ⚭ Caroline Wilhelmine Louise von Rauchhaupt (* 2. Dezember 1788; † 12. Februar 1832) (Nichte, Tochter von Henriette)
- Hans Ludwig (* 6. August 1780 in Landsberg an der Warthe)